# Путенс-ванти

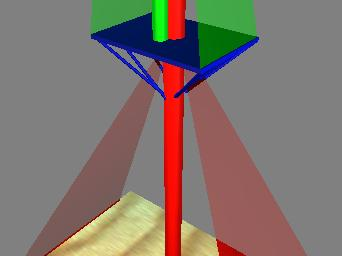
стень-ванти, путенс-ванти, нижні ванти

Путенс-ванти — снасті стоячого такелажу, троси, що йдуть від нижніх вант з-під марса до бічних його крайок. Служать для зміцнення крайок марса, щоб він не вигнувся догори від тяги стень-вант (вант стеньг). На старовинних кораблях путенс-вантами називалися також відтяжки під русленями, що відтягали край останніх донизу.
Путенс-ванти являють собою відрізки тросів, споряджені на кінцях огонами. У нижній огон вставляють коуш, у верхній — гак. Коуші надівають на верхній ворст (також він називається латою) — відрізок клетневаного троса, прив'язаний до вант під марсом (до появи верхнього ворста путенс-ванти прив'язували до місць кріплень верхніх вибленок). Гак вставляється в отвір оковки нижнього юферса стень-ванти (путенс-юферса) або гвинтового талрепа, вставленої в отвір на крайці марса. Для врівноваження тяги путенс-вант верхні кінці вант щогл стягають між собою під марсами поперечними стяжками — швіц-сарвень-стропами, які кріпляться до верхнього ворста. Путенс-ванти споряджаються щаблями-вибленками, які служать для підйому на марси з вант.
Іменуються путенс-ванти за щоглами: фор-путенс-ванти (на фок-щоглі), грот-путенс-ванти (на грот-щоглі), крюйс-путенс-ванти (на бізань-щоглі).
Путенс-ванти салінгів менші за розміром, ніж путенс-ванти марсів. Їхні нижні огони кріплять не до стень-вант, а до путенс-вант-бугеля — кільцевої оковки з римами, закріпленої на стеньзі під бейфутом марса-реї.
На невеликих суднах путенс-ванти роблять єдиним цілим зі стень-вантами (брам-стень-вантами): ванти йдуть від топа стеньги (брам-стеньги) через бічні отвори в марсі (салінзі) і далі на путенс-вант-бугель.
У нижніх вант (при їх кріпленні до русленів) роль путенс-вант виконують вант-путенс (п'ютенги) — металеві смуги або ланцюги, протягнуті від країв русленів до бортів.